# Deianira pallescens
Deianira pallescens är en gentianaväxtart som beskrevs av Adelbert von Chamisso och Diederich Franz Leonhard von Schlechtendal. Deianira pallescens ingår i släktet Deianira och familjen gentianaväxter. Inga underarter finns listade i Catalogue of Life.